# Vuelta a los Puentes del Santa Lucía
La Vuelta a los Puentes del Santa Lucía est une course cycliste disputée autour du fleuve de Río Santa Lucía, à Florida. Créée en 1976, il s'agit de l'une des plus prestigieuses épreuves du calendrier national uruguayen. Elle est organisée par le Club Ciclista San Antonio,.

## Palmarès

### Hommes
| Année     | Vainqueur              | Deuxième           | Troisième          |
| --------- | ---------------------- | ------------------ | ------------------ |
| 1976      | Roberto Ruiz           |                    |                    |
| 1977      | Waldemar Pedrazzi (de) |                    |                    |
| 1978      | Davir Ferrari          |                    |                    |
| 1979      | Washington Díaz (de)   |                    |                    |
| 1980      | Ricardo Calleri        |                    |                    |
| 1981      | Emilio Asconeguy       |                    |                    |
| 1982      | Federico Moreira       |                    |                    |
| 1983      | Washington Silva       |                    |                    |
| 1984      | Mario Pereira          |                    |                    |
| 1985      | Alberto Larroca        |                    |                    |
| 1986      | José Maneiro (es)      |                    |                    |
| 1987      | Sergio Tesitore (es)   |                    |                    |
| 1988      | Óscar Sanini           |                    |                    |
| 1989      | Juan Manuel Sosa       |                    |                    |
| 1990      | Nazario Pedreira       |                    |                    |
| 1991      | Ernesto Martínez       |                    |                    |
| 1992      | José Maneiro (es)      |                    |                    |
| 1993      | Carlos Villanueva      |                    |                    |
| 1994      | Gregorio Bare (es)     |                    |                    |
| 1995      | José Maneiro (es)      |                    |                    |
| 1996      | Pas organisé           |                    |                    |
| 1997      | Juan Manuel Sosa       |                    |                    |
| 1998-1999 | Pas organisé           |                    |                    |
| 2000      | Gregorio Bare (es)     |                    |                    |
| 2001      | Alen Reyes             |                    |                    |
| 2002      | Alen Reyes             |                    |                    |
| 2003      | Hernán Cline           |                    |                    |
| 2004      | Mario Sasso            |                    |                    |
| 2005      | Wilder Miraballes      | Carlos Silva       | Fabricio Ferrari   |
| 2006-2007 | Pas organisé           |                    |                    |
| 2008      | Néstor Pías            | Richard Mascarañas | Wilder Miraballes  |
| 2009      | Eleno Rodríguez        | Pablo Pintos       | Gregory Duarte     |
| 2010      | Emanuel Yáñez          | Gonzalo Tagliabúe  | Bilker Castro      |
| 2011      | Roderyck Asconeguy     | Gregory Duarte     | Diego González     |
| 2012      | Laureano Rosas         | Emanuel Yáñez      | Wilder Miraballes  |
| 2013      | Wilder Miraballes      | Nicolás Arachichú  | Richard Mascarañas |
| 2014      | Wilder Miraballes      | Bilker Castro      | Leonel Flores      |
| 2015      | Nicolás Arachichú      | Víctor Mémoli      | Richard Mascarañas |
| 2016      | Nicolás Arachichú      | Richard Mascarañas | Bilker Castro      |
| 2017      | Matías Presa           | Roderyck Asconeguy | Geovane Fernández  |
| 2018      | Eric Fagúndez          | Pablo Anchieri     | Héctor Aguilar     |
| 2019      | Jorge Giacinti         | Agustín Moreira    | Roderyck Asconeguy |
| 2020-2021 | Pas organisé           |                    |                    |
| 2022      | Fernando Méndez        | Roderyck Asconeguy | Emanuel Yáñez      |
| 2023      | Pablo Anchieri         | Catriel Soto       | Fernando Méndez    |
| 2024      | Pablo Troncoso         | Pablo Anchieri     | Matías Presa       |

### Femmes
| Année     | Vainqueur             | Deuxième           | Troisième         |
| --------- | --------------------- | ------------------ | ----------------- |
| 2016      | Mariana Illarza       | Delfina Benítez    | Camila Rivero     |
| 2017      | Johanna Bracco        | Jeremí Chumillo    | Vanesa Pilón      |
| 2018      | Mariana Illarza       |                    |                   |
| 2019      | Fabiana Granizal (en) | Johanna Bracco     | Carla Moncher     |
| 2020-2021 | Pas organisé          |                    |                   |
| 2022      | Sheila Bueno          | Vikla Lopez        | Cecilia Hernández |
| 2023      | Florencia Revetria    | Fiorella Malaspina | Paola Silva       |
| 2024      | Florencia Revetria    | Johanna Bracco     | Paola Silva       |

### Juniors Hommes
| Année     | Vainqueur          | Deuxième        | Troisième       |
| --------- | ------------------ | --------------- | --------------- |
| 2009      | Alexander Acosta   |                 |                 |
| 2010      | Maximiliano Corujo | Carlos Cabrera  | Juan Suárez     |
| 2011      | Matías Gómez       | Rodrigo Bonilla |                 |
| 2012      | Jorge Acosta       | Nicolás Aveiro  | Eddy Corujo     |
| 2013      | Mauricio Moreira   |                 |                 |
| 2014      | Cristian Callorda  | Diego Ferreira  | Agustín Vidal   |
| 2015      | Pas de vainqueur   |                 |                 |
| 2016      | Douglas Castro     |                 |                 |
| 2017      | Maycol Méndez      | Kevin Corujo    | Jorge Arias     |
| 2018      | Maycol Méndez      | Dante Gómez     | Jorge Arias     |
| 2019      | Leandro Vidal      | Lucas García    | Andrés Maverino |
| 2020-2021 | Pas organisé       |                 |                 |
| 2022      | Facundo Villanueva | Thomas Lucas    |                 |
| 2023      | Thomas Lucas       |                 |                 |
| 2024      | Santiago Rivero    | Axel Urán       |                 |